# BMW R1250 RS
La BMW R1250 RS è una motocicletta stradale prodotta dalla casa motociclistica tedesca BMW Motorrad a partire dal 2018.

## Descrizione
Presenta all'EICMA nel novembre 2018, a spingere la moto c'è un propulsore bicilindrico boxer da 1254 cm³ a 4 tempi con distribuzione a quattro valvole per cilindro per un totale di 8 comandate da un doppio albero a camme in testa, con un sistema di lubrificazione a carter secco e raffreddamento a liquido, con rapporto di compressione è pari a 12,5:1.
Il motore genera una potenza di 100 kW (136 CV) a 7750 giri/min e una coppia massima di 143 Nm a 6250 giri/min. Inoltre è dotato della fasatura variabile delle valvole e un catalizzatore a tre vie regolato per soddisfare la normativa sulle emissioni Euro 5. Il motore funge anche da elemento portante per il telaio. La R 1250 RS a differenza delle altre R 1250 che hanno Telelever, ha una più classica forcella telescopica a steli rovesciati all'anteriore e un forcellone monobraccio in alluminio pressofuso al posteriore.
La dotazione della 1250 RS include due fanali anteriori a LED e un display TFT da 6,5 pollici.
È presente di serie il BMW Integral ABS Pro che riduce i cambi improvvisi nella forza sterzante anche quando c'è un'attività di frenata in corso per non perdere il controllo della moto nelle frenate più brusche mentre la moto è in piega in curva.